# Seleção de Formosa de Futebol Feminino
A Seleção de Formosa (Taipé Chinês) de Futebol Feminino representa o Taipé Chinês nas competições de futebol feminino da FIFA.

## Títulos
- Copa da Ásia de Futebol Feminino: 1977, 1979 e 1981
- Campeonato da Oceania de Futebol Feminino:  1986 e 1989

## Campanhas de Destaque
- Jogos Asiáticos de 1994: Medalha de Bronze
- Copa da Ásia de Futebol Feminino de 1989: 2º Lugar
- Copa da Ásia de Futebol Feminino de 1999: 2º Lugar
- Copa da Ásia de Futebol Feminino de 1991: 3º Lugar
- Copa da Ásia de Futebol Feminino de 1993: 4º Lugar
- Copa da Ásia de Futebol Feminino de 1995: 4º Lugar
- Copa da Ásia de Futebol Feminino de 1997: 4º Lugar
- Copa do Mundo de Futebol Feminino de 1991: 8º Lugar